# Diplocentrum congestum
Diplocentrum congestum är en orkidéart som beskrevs av Robert Wight. Diplocentrum congestum ingår i släktet Diplocentrum och familjen orkidéer. Inga underarter finns listade i Catalogue of Life.